# Traipu (ort)
Traipu är en ort i Brasilien.   Den ligger i kommunen Traipu och delstaten Alagoas, i den östra delen av landet, 1 300 km nordost om huvudstaden Brasília. Traipu ligger 30 meter över havet och antalet invånare är 8 427.
Terrängen runt Traipu är kuperad åt nordost, men åt sydväst är den platt. Runt Traipu är det ganska glesbefolkat, med 39 invånare per kvadratkilometer.. Traipu är det största samhället i trakten.
Omgivningarna runt Traipu är huvudsakligen savann.